# Mendota Heights
Mendota Heights is een plaats (city) in de Amerikaanse staat Minnesota, en valt bestuurlijk gezien onder Dakota County.

## Demografie
Bij de volkstelling in 2000 werd het aantal inwoners vastgesteld op 11.434.
In 2006 is het aantal inwoners door het United States Census Bureau geschat op 11.339, een daling van 95 (-0.8%).

## Geografie
Volgens het United States Census Bureau beslaat de plaats een oppervlakte van
26,0 km², waarvan 24,2 km² land en 1,8 km² water.

## Plaatsen in de nabije omgeving
De onderstaande figuur toont nabijgelegen plaatsen in een straal van 8 km rond Mendota Heights.